# Troll (norweski zespół muzyczny)
Troll – norweski zespół blackmetalowy, założony w 1992 roku.

## Muzycy
| Obecny skład zespołu - Stian "Nagash" Arnesen - gitara (od 1992) - Ygg - perkusja (od 2007) - Henrik "Tlaloc" Vissmark - gitara, śpiew (od 2008) - Exilis - instrumenty klawiszowe (od 2008) - Sturt - gitara basowa, śpiew (od 2011) |  | Byli członkowie zespołu - Glaurung - gitara basowa (1993) - Sinister Minister Twice - śpiew (1993, 1998-2003) - Sensei Ursus Major - gitara basowa (1998-2003) - Jan Axel "Hellhammer" Blomberg - perkusja (1998-2003) - Amund "Blackheart" Svensson - instrumenty klawiszowe (1998-2003) - Vold - gitara basowa, śpiew (2007-2011) - Abyr - gitara, śpiew (2007-2008) |

## Dyskografia
- Trollstorm over Nidingjuv (1995, EP, wydanie własne)
- Drep de kristne (1996, Damnation Records)
- The Last Predators (2000, Head Not Found)
- Universal (2001, Head Not Found)
- Neo-satanic Supremacy (2010, Napalm Records)